# 3711 Ellensburg
3711 Ellensburg eller 1983 QD är en asteroid i huvudbältet som upptäcktes den 31 augusti 1983 av den amerikanska astronomen James B. Gibson vid Palomar-observatoriet. Den har fått sitt namn efter den amerikanska staden Ellensburg.
Asteroiden har en diameter på ungefär 6 kilometer och den tillhör asteroidgruppen Eunomia.